# Йоахім Вітт

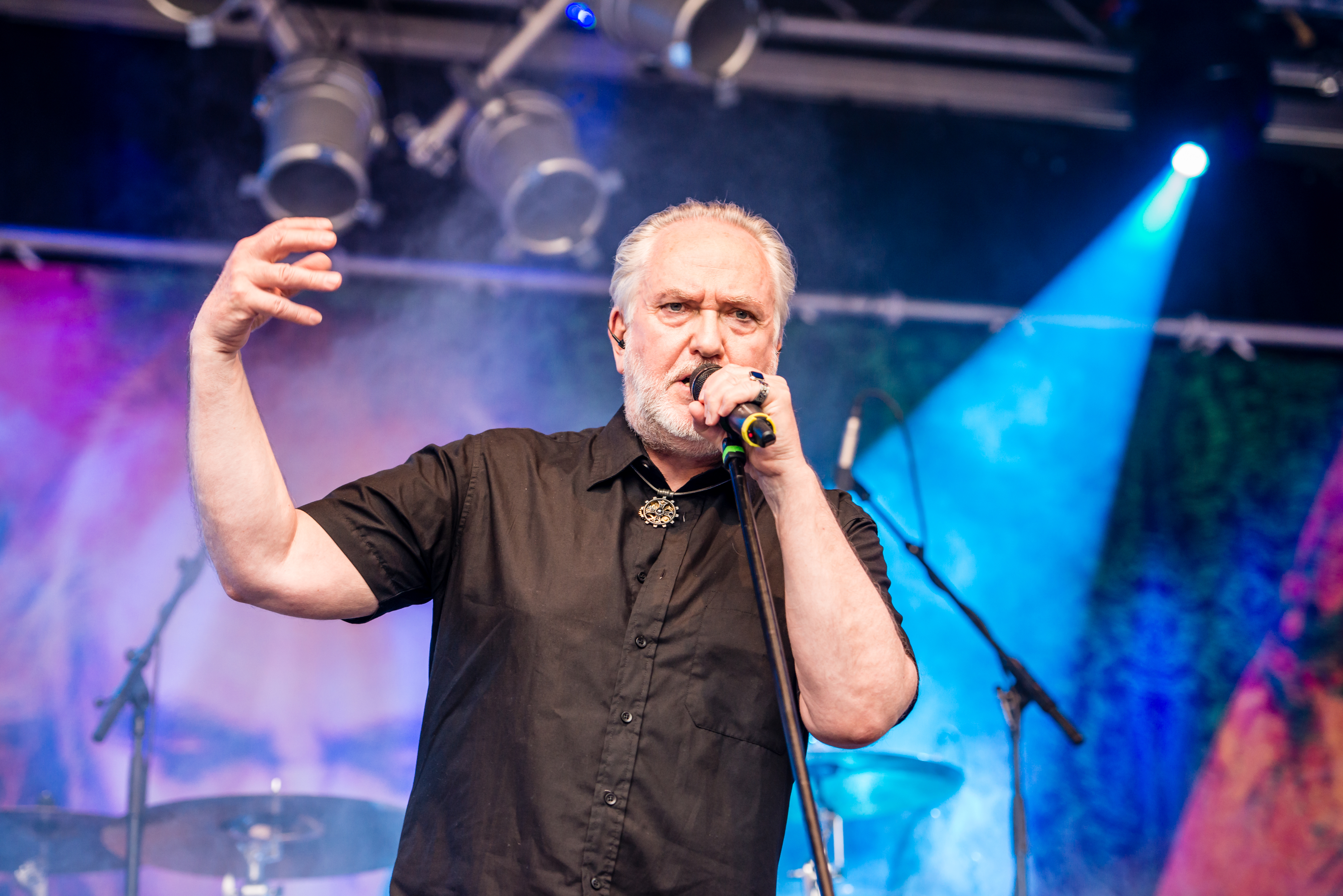
Йоахім Вітт на фестивалі Castle Rock 2015

Йоахім Вітт (нім. Joachim Witt; 22 лютого 1949, Гамбург) — німецький музикант і актор. Його найвідоміші пісні: «Goldener Reiter» (Золотий вершник), «Tri tra trullala (Herbergsvater)» (Батько корчмаря) та «Die Flut» (Приплив). Останній — дует із гамбурзьким синті-поп-співаком Петером Хеппнером і найбільший комерційний успіх Вітта з понад 900 000-ми проданих копій.

## Художня кар'єра

### Перші роки (1973—1977)
Після багатьох років гри в кавер-гуртах Йоахім Вітт у середині 1970-х вирішив повністю присвятити своє життя музиці. Починав кар'єру під псевдонімом «Julian». 1974 року лейбл Metronome випустив сингли Ich bin ein Mann та Ich weiß, ich komm zurück. Однак комерційного успіху не сталося, і контракт зі звукозаписувальною фірмою було розірвано.
Роком раніше, в 1973 році, Вітт приєднався до незалежної театральної групи і зіграв у виставі Gorilla Queen. Потім він навчався на актора в гамбурзькій драматичній студії Hildburg Frese, а потому працював у театрі Thalia в Гамбурзі, який він також полишив у 1977 році.

### Перші успіхи з Duesenberg (1977—1980)
У середині 1976 року він створив краут-рокову групу Duesenberg разом із двома друзями, Гаррі Гутовскі та Вольфгангом Шлейтером. За рік група випустила свій перший альбом «Duesenberg 1» під колишнім лейблом Nova. Платівка була продана тиражом близько 15 000 примірників і була показана в низці німецьких музичних програм. У Вітта вже тоді були перші телевізійні виступи. 1979 року вийшов третій альбом Strangers, за який гурт був нагороджений Німецькою музичною премією як найкращий молодий гурт 1980 року. У тому ж році Вітт залишив гурт і пішов своїм шляхом.

### Початок сольної кар'єри (1980)
Вітт надіслав кілька демо-записів власних пісень різним німецьким музичним лейблам, які, однак, були відхилені. Вітту довелося продюсувати свій перший альбом «Silberblick» повністю самостійно, лише з кількома його старими колегами з Duesenberg, які його підтримували. Вітт представив готовий альбом німецькому лейблу WEA, який підписав із ним контракт у 1980 році.
Альбом видали у грудні того ж року, за ним пішов сингл «Cosmetics» у січні 1981 і, нарешті, його найвідоміший сингл «Goldener Reiter» у травні, на який також було знято відеокліп. Спочатку Вітт не міг досягти якого-небудь комерційного успіху і пізньої осені почав записувати свій другий альбом «Edelweiß».

### Прорив ізНовою німецькою хвилею(1981—1982)
У листопаді сингл «Goldener Reiter» був представлений у програмі «Musikladen» на ARD, зробивши його доступним для широкої аудиторії. Продажі вибухнули за тиждень, і тоді сингл та альбом Silberblick увійшли до німецьких чартів.
Особливо успішним став сингл Goldener Reiter, якому вдалося піднятися на 2 місце в рейтингу. Відтак, вихід другого альбому відклали. Загалом Goldener Reiter було продано понад 250 000-ми, а альбом Silberblick — навіть понад 300 000-ми примірників. Вітт також зміг досягти міжнародного успіху з синглом Kosmetik і альбомом Silberblick; наприклад, він досяг шостого місця в австрійських чартах синглів. Того ж року Вітт отримав роль у телефільмі «Інфляція в раю» (Inflation im Paradies), до якого також написав саундтрек.
Наступний альбом Edelweiß з колишнім барабанщиком Can Які Лібецайтом і саксофоністкою Mania-D Євою Гесслінг стилістично орієнтувався на гурт Deutsch Amerikanische Freundschaft (DAF) і також здобув комерційний успіх. Незабаром після релізу Вітт розпочав свій перший великий тур від Німеччини до Австрії та країн Балтії. Того часу Вітт вважався найвідомішим і найуспішнішим сольним виконавцем «Нової німецької хвилі».
Наприкінці того ж року (1982) вийшов сингл Tri tra trullala (Herbergsvater), який задумувався сатиричною піснею проти влади. Хоча сингл крутили багато радіостанцій, він досяг лише 39 рядка в чартах, і це було останнє досягнення Вітта в чартах у 1980-х роках.
Райнер Вернер Фассбіндер хотів залучити Вітта як актора у фільмі «Я — щастя цієї землі» (Ich bin das Glück dieser Erde), але Фассбіндер помер незадовго до початку зйомок.

### Невдачі (1983—1985)
Після великого туру Вітт пішов зі сцени наприкінці 1982 року, щоб працювати над новими піснями. Третій лонгплей Fairytale Blue і однойменний сингл вийшли на початку 1983 року. Однак показники продажів як альбому, так і синглів не виправдали очікувань. Запланований тур було скасовано через відсутність інтересу, відбувся лише один концерт у Гамбурзі.
Зі своїм четвертим альбомом Mit Rucksack und Harpune Вітт повернув свій стиль до року. Він також працював з авторами текстів за межами лейблу WEA і вперше написав англомовні пісні. Але навіть цей альбом не спромігся виправдати очікувань лейблу; через відсутність реклами альбом розійшовся тиражом менше 10 000 примірників. Проте сьогодні CD-версія цього альбому є бажаною колекційною річчю. Вітт випустив свій п'ятий альбом Moonlight Nights під лейблом Polydor і повністю перейшов на англійські тексти. Але й тут великого успіху не було.

### Йоахім Вітт у підпіллі (1986—1996)
У квітні 1988 року вийшов його шостий альбом 10 Millionen Partys, в якому він знову присвятив себе німецькомовній музиці, що містив тодішній клубний хіт Pet Shop Boy. Однак, того часу він був менш залучений до створення власних пісень, оскільки був активним продюсером деяких андеграундних груп, таких як Metallic Traffic. Наприкінці 1980-х Вітт на два роки переїхав до Португалії.
На початку 1990-х хіти Нової німецької хвилі Йоахіма Вітта були реміксовані Торстеном Фенслау та Єнсом Циммерманом (Goldener Reiter) та Ієном Річі (Herbergsvater) і вийшли як сингли. Наприкінці 1991 року він випустив кавер-версію Hello Africa Dr. Alban'а, що також отримала власний сингл. Hello Deutschland іронізував над возз'єднанням Східної та Західної Німеччини, що сталося в той час. 1992 року він випустив свій сьомий студійний альбом Captain of Dreams, який приніс йому більше радіоефірів; однак позицій у чартах все ще не було. Наступні кілька років Вітт опинився в мистецькій кризі. 1994 року його запросили як спікера для аудіокниги Felidae; в іншому все навколо нього залишалося тихим до 1996 року. Щоправда, Йоахім записав техно-версію свого хіта Goldener Reiter як Golden Raver під час техно-хвилі 1995 року. Однак цей сингл не привернув уваги і не потрапив ні в офіційні чарти, ні в хіт-паради.

### Neue Deutsche Härteта повернення (1996—1998)
У 1996 році Вітт вступив у контакт із звукозаписною компанією Strangeways, яка продюсувала такі групи як Wolfsheim. Лейбл підписав його через контакти з Пітером Спіллесом (фронтменом Project Pitchfork). У цьому ж році вийшов сингл That goes deep, що має характерні риси Neue Deutsche Härte. Наступного року Вітт почав роботу над своїм новим альбомом.
На початку 1998 його було завершено, і Вітт разом з Петером Хеппнером випустив сингл Die Flut. Він став найбільшим успіхом у кар'єрі Вітта, досягнувши високих позицій у чартах всіх німецькомовних країн і платинового статусу в Німеччині, розлетівшись понад 900 000-ми копій. Другий сингл Und … ich lauf залишався в чартах тижнями, а Вітт тим часом знову став активним продюсером. На початку 1999 року Вітт також вперше здійснив тур Сполученими Штатами і більшою частиною Європи.

### Neue Deutsche Härte донині, серія робітBayreuth

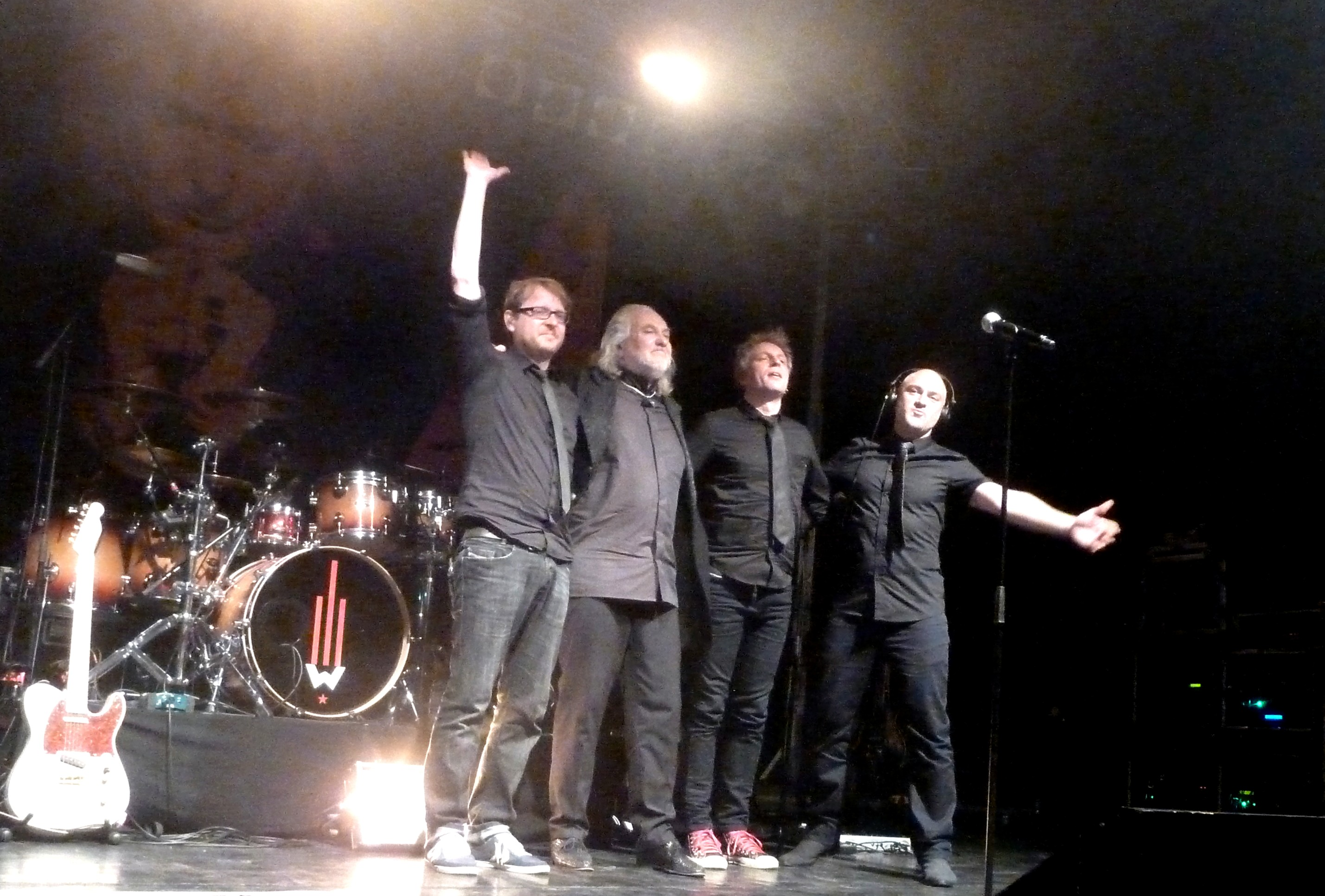
Зліва направо: Даніель Хассбекер, Йоахім Вітт, Карстен Клік і Саша Сініша Ліканін (2014)

У період з 1998 по 2007 роки весь доробок Вітта стилістично можна віднести до Neue Deutsche Härte. Наступні два альбоми Bayreuth 2 та Eisenherz все ще були успішними (Eisenherz навіть потрапив у першу десятку чартів), проте його альбоми Pop і Bayreuth 3 показали лише помірні показники продажів. Виданням Bayreuth 3 на початку 2006 року завершується Байройтська трилогія. Bayreuth 3 — дуже політичний альбом, у якому Вітт, який є членом антиглобалістської мережі Attac, вказує на соціальні хиби у світі. Своїми піснями він виражає соціально-критичний тон, що продовжує робити і в наступних альбомах.
14 вересня 2012 Вітт випустив сингл Gloria. Він визначив його третьою віхою у своїй творчості після «Der Goldener Reiter» та «Die Flut». «Ці три пісні відображали його життя».

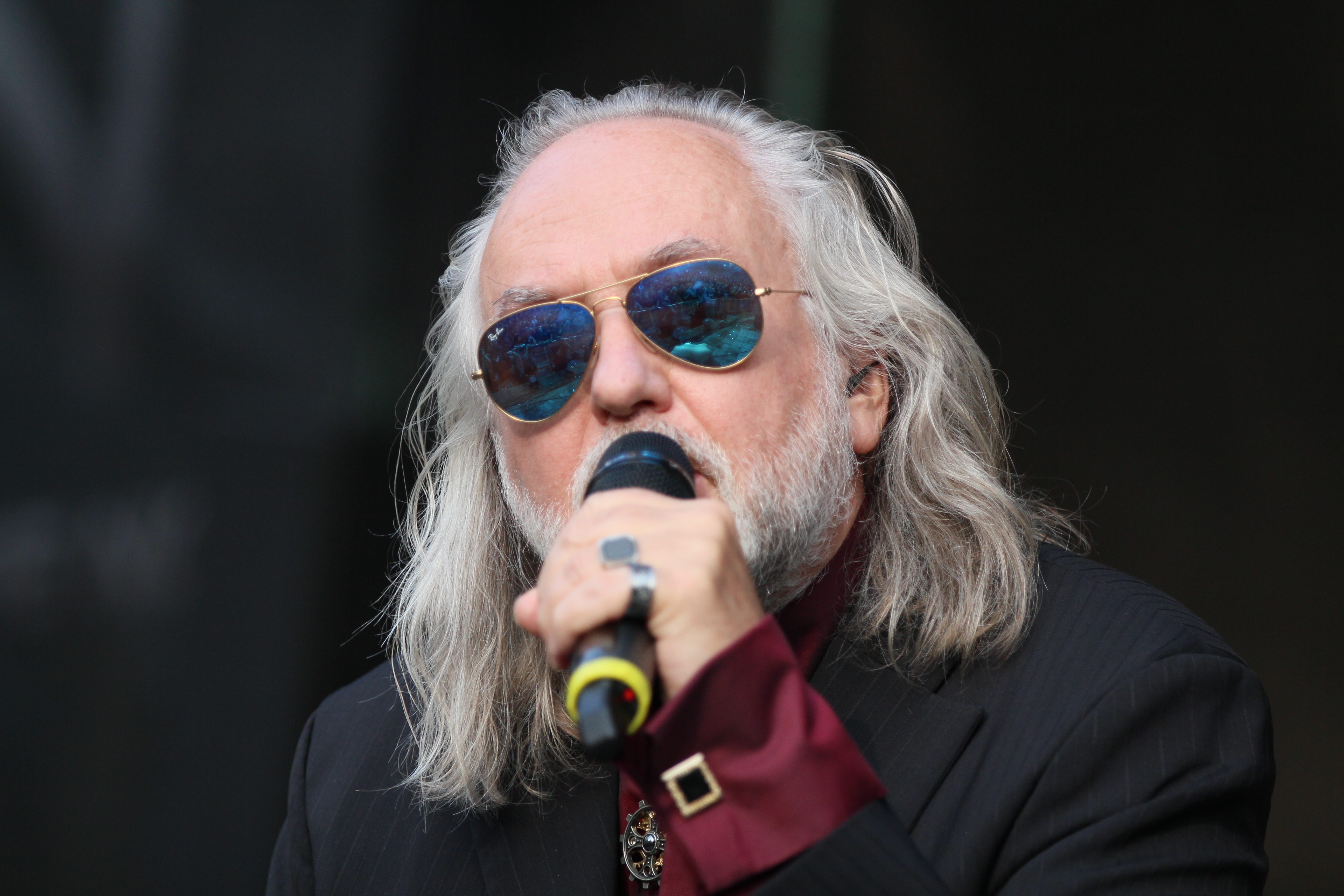
Йоахім Вітт на Nocturnal Culture Night 2014

Через два роки після своєї останньої роботи DOM, 25 квітня 2014 Вітт опублікував студійний альбом Neumond, в якому звучать переважно електронні й танцювальні ноти. Його спродюсував Мартін Енглер, лідер гурту Mono Inc. Перший сингл з платівки, Mein Herz, не потрапив у чарти.
У 2015 році вийшов наступний альбом Вітта ICH, який був профінансований краудфандингом і досяг 29 місця в чартах. Подальша робота Thron, яка була опублікована роком пізніше, була профінансована таким же чином. Обидва альбоми Йоахім створив сам. Для своєї наступної платівки Rübezahl, що була спродюсована Крісом Хармсом (Lord of the Lost), він знову поклався на спільнокошт.
25 листопада 2016 року виданий сингл Mono Inc. «Children of the Dark», створений за підтримки Тіло Вольфа, Кріса Гармса та Йоахіма Вітта як запрошених вокалістів. З нагоди 20-ї річниці смерті Фалько 6 лютого 2018 року Йоахім Вітт випустив кавер-версію Jeanny у співпраці з MajorVoice, у створенні якої знову допоміг Мартін Енглер. 20 липня 2018 Вітт разом із Lotto King Karl випустили реінтерпретацію пісні Aufstehen (2014) як новий гімн футбольного клубу «Гамбург». 10 серпня 2018 року Хеппнер і Вітт випустили сингл Was bleibt?, перший реліз із третього студійного альбому Хеппнера Confessions & Doubts. Твір відзначився живою прем'єрою під час спільного виступу на фестивалі M'era Luna 12 серпня 2018 р.
У 2020 році Вітт розпочав проєкт «Violet Heaven». У вересні того ж року він взяв участь у кавер-версії «Nein, meine Söhne geb’ ich nicht» (Ні, синів не віддам) Райнхарда Мая. Через пандемію COVID-19 у Німеччині дати туру з 2020 та 2021 років перенесено на 2022 рік, у якому з Віттом виступлять наживо Нільс Фінкейзен, Марсель Цюрхер (обидва гітари), Йорн Шварцбургер (барабани), Франк Бінке (бас) і Фелікс Вундерер (клавішні).

## Дискографія

### Студійні альбоми
- Silberblick (1980)
- Edelweiß (1982)
- Märchenblau (1983)
- Mit Rucksack und Harpune (1985)
- Moonlight Nights (1985)
- 10 Millionen Partys (1988)
- Kapitän der Träume (1992)
- Bayreuth 1 (1998)
- Bayreuth 2 (2000)
- Eisenherz (2002)
- Pop (2004)
- Bayreuth 3 (2006)
- DOM (2012)
- Neumond (2014)
- Ich (2015)
- Thron (2016)
- Rübezahl (2018)
- Rübezahls Rückkehr (2020)
- Rübezahls Reise (2022)

### Альбоми із записів наживо
- Live in der Berliner Philharmonie (2002)
- Live at Secret Garden (2005)
- Wir (2015)
- Refugium (2019)

### Компіляції
- Goldener Reiter (1996)
- Das Beste von Joachim Witt (1998)
- The Platinum Collection (2006)
- Auf Ewig (2007)

### Сингли
- 1981: Goldener Reiter
- 1981: Kosmetik
- 1982: Herbergsvater
- 1983: Märchenblau
- 1983: Hörner in der Nacht
- 1984: Wieder bin ich nicht geflogen
- 1984: Das Supergesicht
- 1985: Blonde Kuh
- 1986: How will I Know
- 1987: Mad News
- 1988: Engel sind zart
- 1988: Pet Shop Boy
- 1988: Der Tankwart heißt Lou
- 1989: Herbergsvater Mix ´90
- 1990: Goldener Reiter — Thorsten Fenslau Remix
- 1991: Hallo Deutschland
- 1992: Das kann doch einen Seemann nicht erschüttern
- 1992: Restlos
- 1992: In die falsche Welt geboren
- 1992: Kapitän der Träume
- 1994: Goldener Reiter Remix ´94
- 1995: Goldener Raver
- 1997: Das geht tief
- 1998: Die Flut
- 1998: Und … ich lauf
- 1999: Das geht Tief
- 2000: Bataillon d´Amour
- 2002: Eisenherz
- 2002: Supergestört und Superversaut
- 2004: Erst wenn das Herz nicht mehr aus Stein ist
- 2005: Back in the Moment (з Angelzoom[en])
- 2006: Sternenlicht
- 2007: Alle Fehler (з Purwien)
- 2009: Dorian Hunter Theme
- 2009: Kosmetik
- 2009: Ja, ja …
- 2009: Goldener Reiter
- 2009: Mein Schatten
- 2012: Gloria
- 2013: Kein Weg zu Weit
- 2014: Mein Herz
- 2014: Die Erde brennt
- 2015: Hände Hoch
- 2015: Über das Meer
- 2016: Terrorist der Liebe (з Hubert Kah)
- 2018: Aufstehen
- 2020: Die Rückkehr

## Критика
Йоахім Вітт випустив кліп Gloria у вересні 2012 року. В ньому зображені чоловіки в камуфляжному одязі з чорно-червоно-золотим кольором на рукавах. На відеоряді вони знущаються над жінкою і, можливо, вбивають дитину-очевидця. На сторінці Вітта у Facebook голова Національної асоціації збройних сил Німеччини полковник Ульріх Кірш закликав до протестів проти позбавленого смаку очорнення німецьких солдатів.
Крім того, на прохання кількох громадян Федеральне міністерство у справах сім'ї на початку жовтня 2012 звернулося з проханням проіндексувати (занести медіа до списку шкідливих для молоді) спірне відео. У своїй оцінці юрист Удо Веттер засумнівався в правильності можливої індексації, оскільки відео не було шкідливим для молоді, а зображення солдатів Бундесверу підпадало під свободу творчості. 25 жовтня стало відомо, що федеральна інспекція класифікувала відео як нешкідливе для молоді.
5 жовтня 2012 року Вітт вибачився на своїй сторінці у Facebook зі словами:
«Оскільки є багато дописів від членів Бундесверу щодо відео GLORIA, я хотів би сказати наступне:

Відеокліп GLORIA – безсумнівно, мистецтво! Ми малюємо сценарій апокаліптичних жахів на великому складному полотні! Солдати на цьому відео взаємозамінні! Якщо хтось відчуває себе переслідуваним або навіть ображеним через національні кольори, зображені на уніформі, а, мабуть, багато хто відчуває, я прошу вибачення!
Як колишній член Федеральної прикордонної служби (ще під час Холодної війни), я поважаю роботу Бундесверу! Вітання від Йоахіма Вітта»
Оригінальний текст (нім.)
Da es hier im Moment viele Einträge von Bundeswehrangehörigen bezüglich des Videos zu GLORIA gibt, möchte ich folgendes dazu sagen:
Bei dem Video zu GLORIA handelt es sich unmißverständlich um eine Kunstform! Wir zeichnen in großen und anspruchsvollen Bildern ein apokalyptisches Horrorszenario!
Die Soldaten in diesem Video sind austauschbar!
Wenn sich jemand und das tun augenscheinlich viele, auf Grund des dargestellten Hohheitszeichens auf den Uniformen, angegriffen oder gar beleidigt fühlen, entschuldige ich mich dafür!
Als ehemaliges Mitglied des Bundesgrenzschutzes (noch zu Zeiten des Kalten Krieges) respektiere ich die Arbeit der Bundeswehr! Es grüßt Euch Joachim Witt.
В інтерв'ю Süddeutsche Zeitung на початку жовтня 2012 Вітт заявив, що він попередньо досліджував, що кожного року серед солдатів Бундесверу відбувається «близько 80 випадків сексуального насильства, у тому числі зґвалтувань»; і це піддавалося перевірці. Наприкінці серпня 2012 року Бундесвер оголосив, що з 2007 року було зафіксовано загалом 395 передбачуваних порушень права на статеве самовизначення, до яких, як стверджується, був причетний хтось із солдатів. За словами військового комісара Гельмута Кенігсхауза, сексуальне насильство є скоріше винятком. 2011 року було зареєстровано 78 справ, однак більше половини проваджень було припинено через те, що звинувачення виявилися необґрунтованими.

## Факти

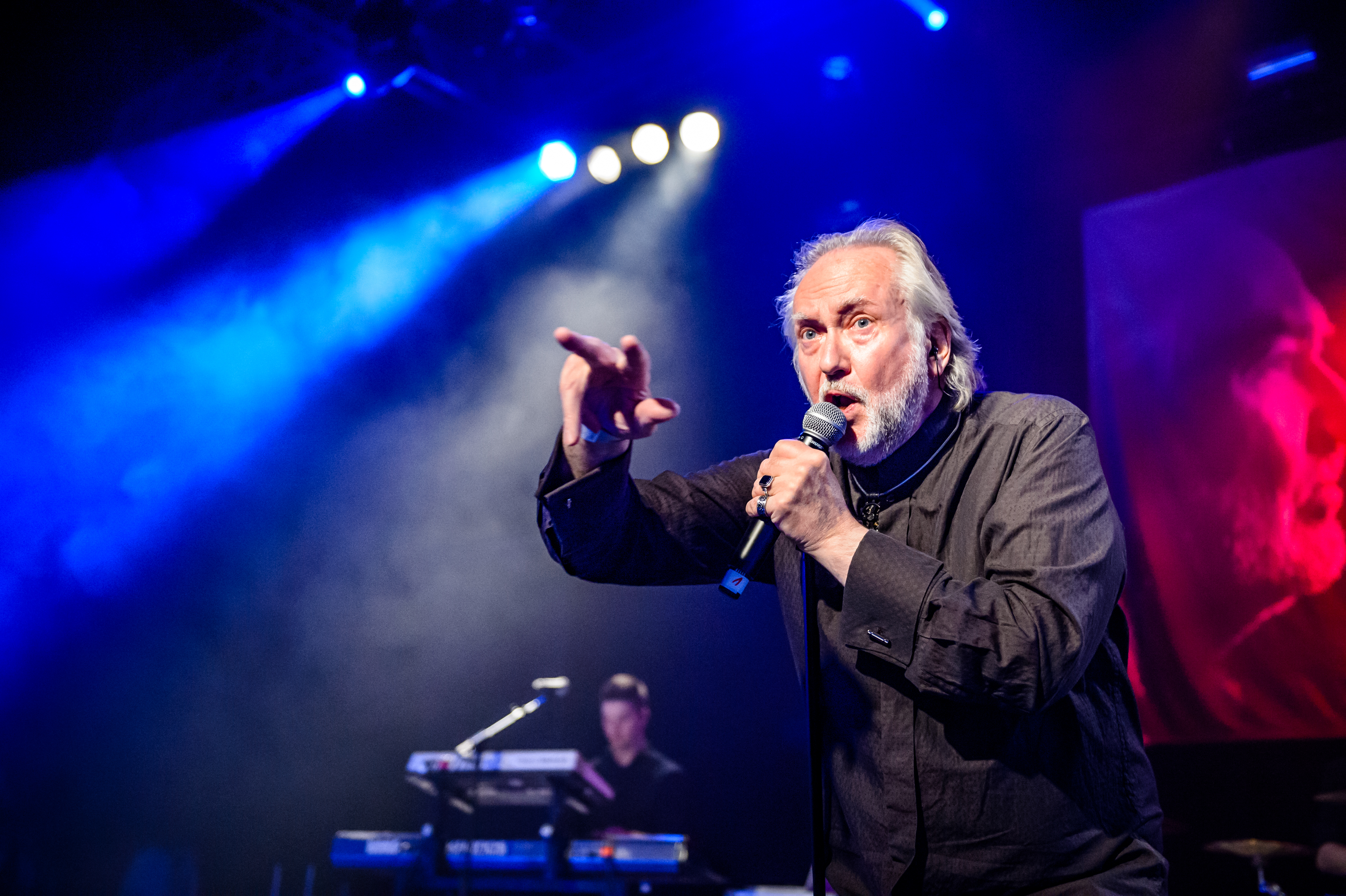
На фестивалі Amphi 2016

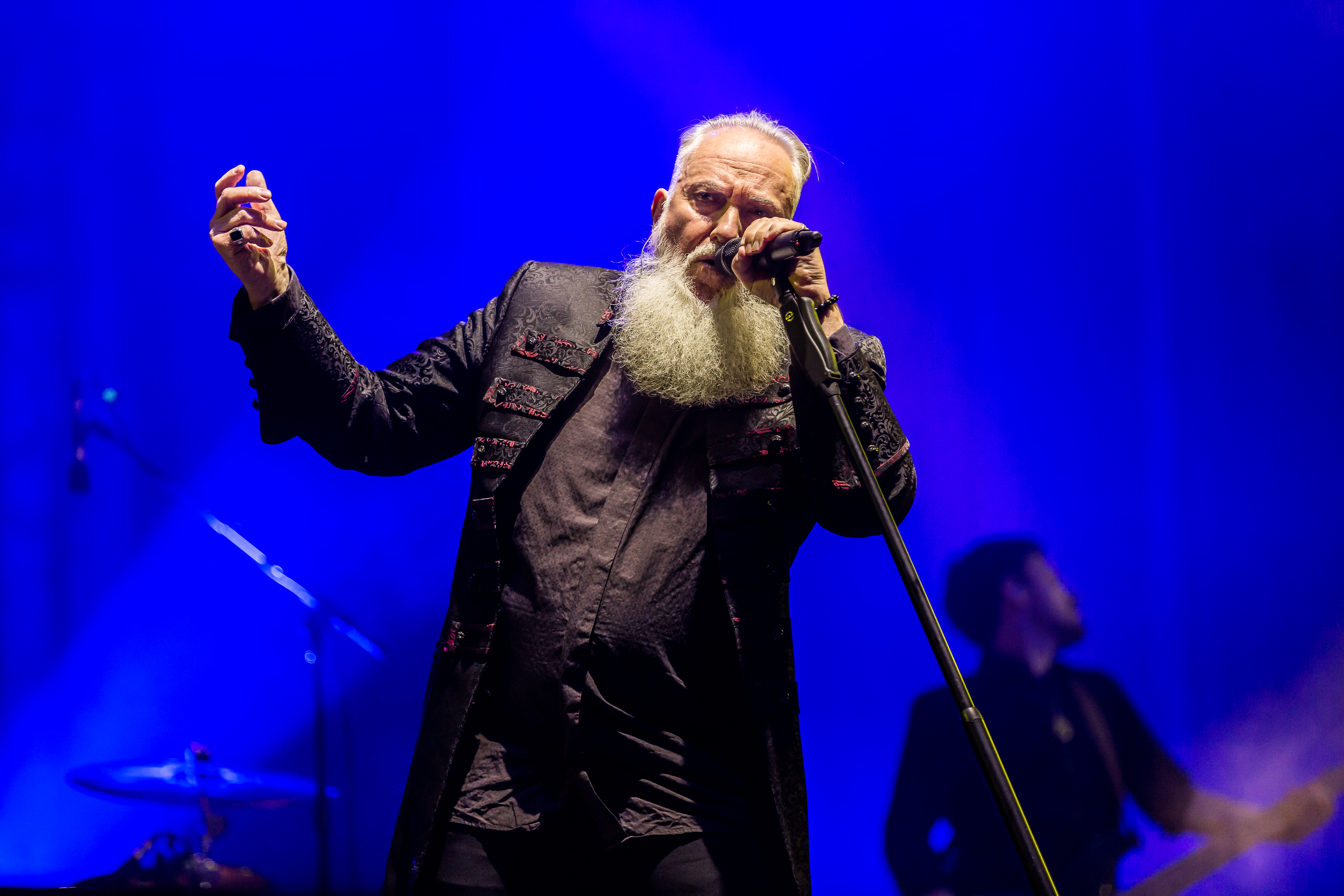
На Rockharz 2019

У листопаді 2002 Sony Music Entertainment випустила концертний DVD «Witt live in der Berliner Philharmonie», який включав запис концерту, а також музичні відео.
У 2012 році вийшов альбом Хайнца Рудольфа Кунце Ich bin. На ньому є дует із Віттом під назвою Die Welt ist Pop.
У 2013 році Вітт записав пісню Kein Weg zu Weit із гамбурзьким гуртом Mono Inc. У відео він грає разом з гуртом. У серпні 2015 року Вітт випустив трек Hände hoch. У відео його компаньйон Губерт Ках грає психіатра. DVD Wir, записаний наживо на лейблі SPV, вийшов 27 листопада 2015 року. Окрім запису концерту, туди додається відео, архівні матеріали та компакт-диск.
21 квітня 2016 у Маннгагені згорів багатоповерховий фахверковий будинок Вітта, коли господар був на гастролях. Багато пам'ятних речей і його студія звукозапису були знищені у вогні.
У 2016 році Вітт записав сингл Terrorist der Liebe з Губертом Кахом, а також знявся в його музичному кліпі.
2 вересня 2016 року Вітт знявся у популярному реаліті-шоу Promi Big Brother телекомпанії Sat.1. Він залишався у грі 13 днів разом з колишнім футболістом Маріо Баслером, екс-моделлю Наташею Оксенкнехт, актором Беном Тівагом і актрисою Доллі Доллар.
Вітт є футбольним уболівальником «Гамбурга». В молодості він перебував в активі цього клубу.